# Veleja
Veleja je drama trodejanka Antona Novačana, izdana leta 1921 pri Tiskarski zadrugi, krstno uprizorjena pa že leta 1920 v Slovenskem stalnem gledališču v Trstu.

## Osebe
- Martin Velej,
- mati Veleja,
- Veleja - Ana,
- Lenta (mlad kmet),
- Bogatin (bogat vdovec),
- Daves in Šiba (stara razuzdanca).

## Vsebina
Drama se prične s tožbo matere Veleje Davesu in Šibi, da njen sin pije, na ženo pa vpije, da je vlačuga. Sicer sta Veleja in Lenta res zaljubljena, toda on se bo poročil. Po Velejevem prepiru v gostilni se ta kesa in prosi za milost, kaj je storil ženi. Veleja prosi Lenta, naj se ne poroči, toda ta pravi, da je prepozno. Veleja sklene, da bo postala kot kača in mislila le nase. Upre se tudi materi, ki jo ustrahuje. Bogatin želi kupiti Velejo, da bodo poplačali dolg in kasneje ona res pristane na to. Bogatin je zelo dober z Velejo in ji za god pripravi praznovanje, česar se udeleži tudi Velej, ki je zelo pijan. Na koncu drame umre z Velejinim imenom na ustnicah, Veleja pa je presrečna ob misli, da je postala vdova.